# Селдови акули
Селдовите акули (Lamnidae) са семейство акули от разред Ламнообразни акули. Те са големи, бързо плуващи акули и са разпространени широко в океаните по света.
Имат издължена муцина, вретеновидна форма на тялото и гигантски хрилни отвори. Първата гръбна перка е голяма, висока, твърда, с остър ъгъл или понякога малко заоблена. Втората гръбна и аналната перка са значително по-малки. Опашната перка има две или по-малко отделни килове. Зъбите са гигантски. Петият хрилен отвор се откривана в предната част на гръбната перка, като понякога стигмите отсъстват. Тези акули са изключително масивни, понякога с тегло близо два пъти по-голямо от това на акули от други семейства сравними по дължина. Много от представителите в семейството са сред най-бързо плуващите риби, въпреки че масивната голяма бяла акула е по-бавна поради големия си размер.

## Систематика
Семейството има пет съвременни вида обединени в три разреда:
- Род Carcharodon Smith, 1838 - бели акули
  - Carcharodon carcharias (Linnaeus, 1758) (Голяма бяла акула)
- Род Isurus Rafinesque, 1810
  - Isurus oxyrinchus Rafinesque, 1810 (Акула мако)
  - Isurus paucus Guitart-Manday, 1966
  - Isurus retroflexus †
  - Isurus desori †
  - Isurus escheri †
  - Isurus planus †
  - Isurus hastalis †
- Род Lamna Cuvier, 1816
  - Lamna ditropis Hubbs & Follett, 1947
  - Lamna nasus (Bonnaterre, 1788) (Селдова акула)